# Jurgen Haeck
Jurgen Haeck (26 juni 1971) is een Belgisch professioneel bokser. 

## Levensloop
Hij werd Belgisch kampioen in 2002, 2008 en 2009. Daarnaast werd hij Beneluxkampioen in 2003 en Kampioen van de Europese Unie in 2002.
Hij kreeg privétraining van Jef Van Driessche, die ook zijn vader, Rudy Haeck, opleidde en in 1976 aan het Europese titelgevecht hielp in Saint-Nazaire. Zijn belangrijkste internationale tegenstanders waren Souleymane M'baye, Mourad Fantazi, Christophe Carlier en Junior Witter.
Het leven en de carrière van Jurgen Haeck werden opgetekend door Bart Van Lierde in de biografie Jurgen Haeck, zoon van een bokser.